# Protostegiomyces lembosiae
Protostegiomyces lembosiae är en svampart som beskrevs av Bat. & A.F. Vital 1955. Protostegiomyces lembosiae ingår i släktet Protostegiomyces, divisionen sporsäcksvampar och riket svampar.   Inga underarter finns listade i Catalogue of Life.